# Andrena ceanothi
Andrena ceanothi är en biart som beskrevs av Henry Lorenz Viereck 1917. Andrena ceanothi ingår i släktet sandbin, och familjen grävbin. Inga underarter finns listade i Catalogue of Life.

## Bildgalleri

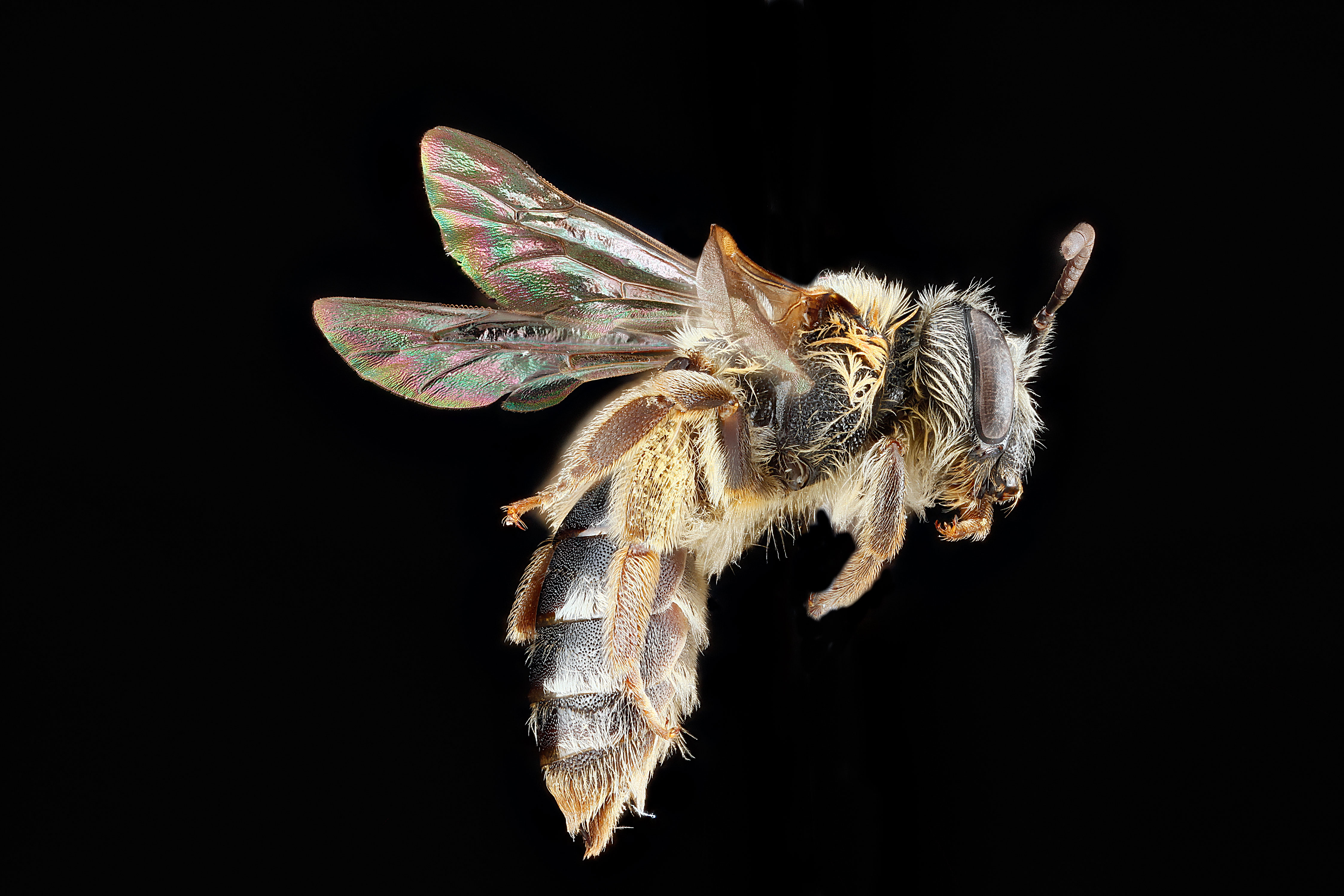
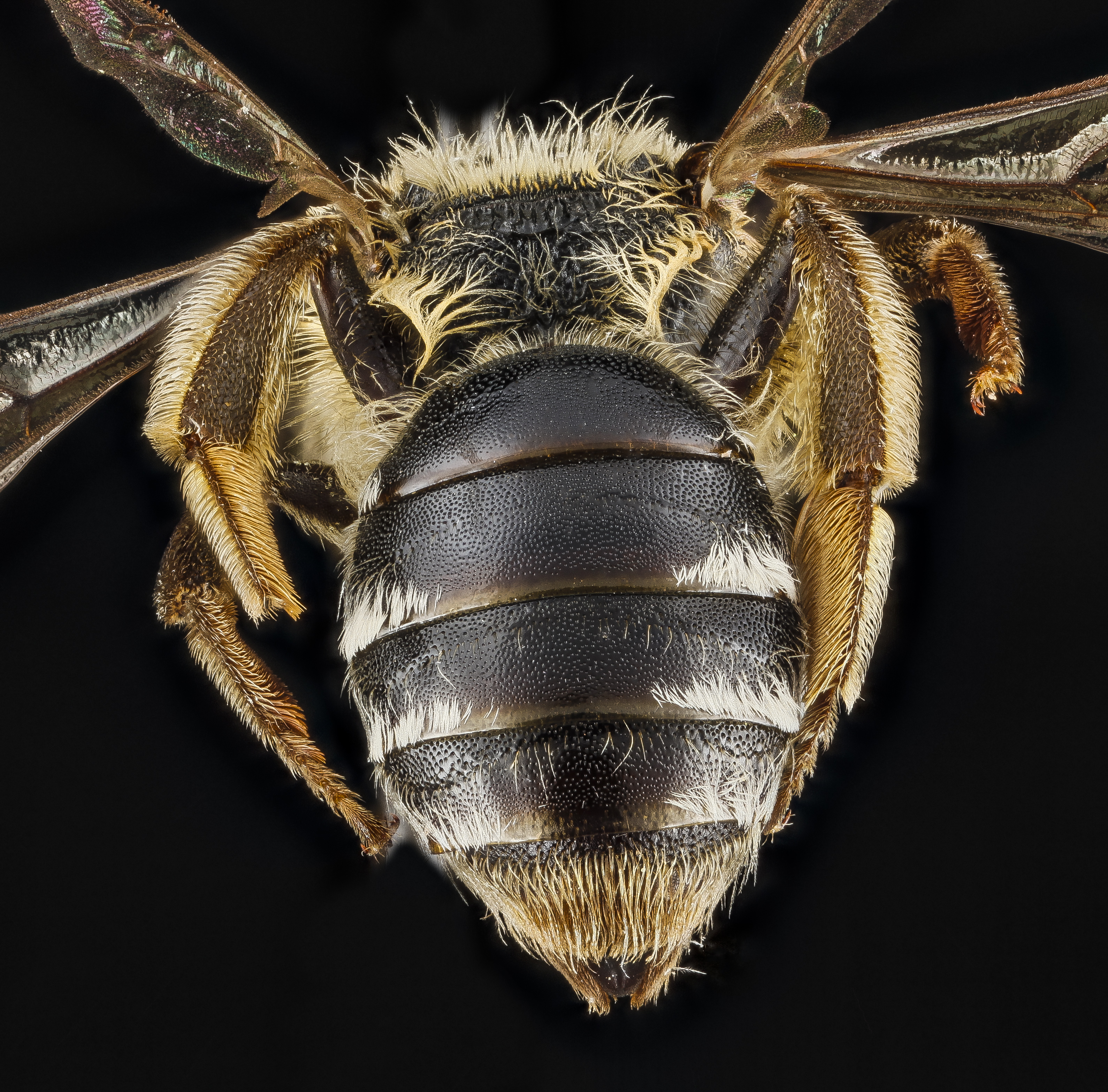